# Allantoma decandra
Allantoma decandra é uma arvóre da família Lecythidaceae. Tem dois nomes comuns: churú e tauarí.
Ocorre no norte do Brasil (Acre, Amazonas, Pará e Rondônia) e do Peru, e na Bolívia. A espécie foi descrita por Ducke em 1925, no Pará.
Pode chegar até 40 metros de altura ocorrendo em florestas de terra firme na Amazônia.